# Haustellum
Haustellum é um gênero de moluscos gastrópodes marinhos, carnívoros, pertencentes à família Muricidae. Foi descrito por Heinrich Christian Friedrich Schumacher, em 1817, e suas espécies também fizeram parte do gênero Murex, no passado, ainda recebendo o termo Murex como sua denominação vernácula. Segundo o dicionário Merriam-Webster, o termo Haustellum é referente a uma probóscide, como de insetos, adaptada para sugar seiva de plantas e sangue ou linfa de animais; talvez numa alusão ao longo canal sifonal das conchas destes moluscos. Sua espécie-tipo é Haustellum haustellum (Linnaeus, 1758).
Algumas espécies antes pertencentes ao gênero Haustellum são agora incluídas no gênero Vokesimurex. As espécies Haustellum nobile e Haustellum clavatum Schumacher, 1817 são reconhecidas, agora, respectivamente, como Murex pecten e Bolinus brandaris.

## Espécies
- Haustellum barbieri Houart, 1993
- Haustellum bengalensis Bozzetti, 2016
- Haustellum bondarevi Houart, 1999
- Haustellum damarcoi Briano & Damarco, 2011
- Haustellum fallax (E. A. Smith, 1901)
- Haustellum franchii Bozzetti, 1993
- Haustellum haustellum (Linnaeus, 1758) - Espécie-tipo
- Haustellum kurodai Shikama, 1964
- Haustellum langleitae Houart, 1993
- Haustellum longicaudum (F. C. Baker, 1891)
- Haustellum lorenzi Houart, 2013
- Haustellum tweedianum (Macpherson, 1962)
- Haustellum vicdani Kosuge, 1980
- Haustellum wilsoni D'Attilio & Old, 1971[1]